# Yacouba Nambelesseny Bamba
Yacouba Nambelesseny Bamba (Bingerville, 30 novembre 1991) è un ex calciatore ivoriano, di ruolo centrocampista.

## Biografia
Anche suo fratello Fousseni è un calciatore.

## Carriera
Ha giocato nella massima serie dei campionati ivoriano, moldavo, bielorusso, russo ed uzbeko.

## Palmarès

### Club

#### Competizioni nazionali
- Coppa di Moldavia: 1

Zaria Bălți: 2015-2016